# حبیب اسیود

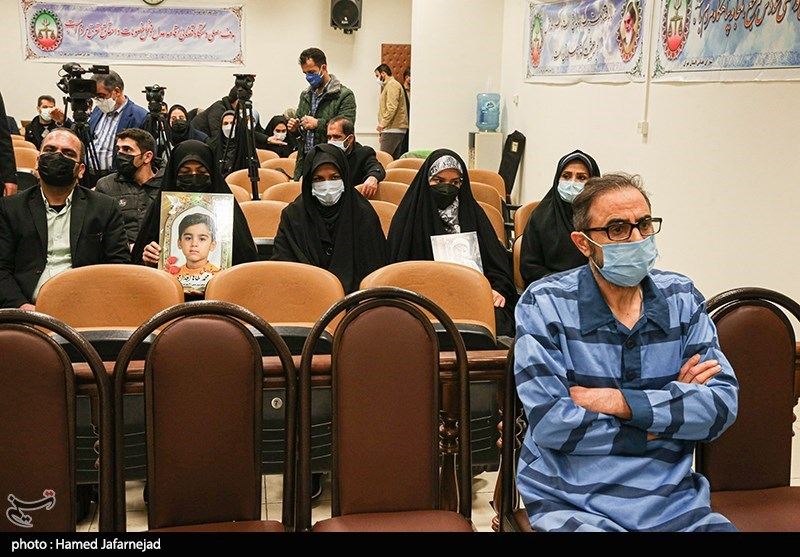
حبیب اسیود در دادگاه

حبیب چَعَب (۱۰ تیر ۱۳۵۲ – ۱۶ اردیبهشت ۱۴۰۲) مشهور به حبیب اسیود یا حبیب کعبی، شهروند ایرانی سوئدی و یکی از بنیان‌گذاران و رهبر جنبش مبارزه عربی برای آزادی اهواز (نضال)، از گروه‌های طرفدار تجزیه بخشی از جنوب و جنوب غربی ایران، بود. حکومت ایران او را در مهر ۱۳۹۹ در جریان سفر به ترکیه دستگیر و با اتهام «افساد فی‌الارض» اعدام کرد.

## زندگی
حبیب اسیود در روستای عرب‌نشین عیله در بخش شعیبیه در شهرستان شوشتر، استان خوزستان زاده شد. او تحصیلات ابتدایی را در روستای خود به پایان رساند و برای ادامه تحصیل به شوشتر رفت.
 حبیب اسیود فارغ‌التحصیل علوم اجتماعی است. وی قبل از خروج از ایران کارمند بانک بوده‌است.

## کنش سیاسی
حبیب اسیود یکی از رهبران و بنیانگذار جنبش مبارزه عربی برای آزادی اهواز یکی از دو شاخه مقاومت ملی اهواز است. این گروه از افراد مسلح و غیر مسلح تشکیل شده و در سال ۱۳۸۴ شروع به کار کرد. حکومت ایران این جنبش را یک گروه تروریستی می‌داند. این گروه اما ادعای دخالت در عملیات مسلحانه در ایران را رد کرده‌است و هدف خود را دفاع از حقوق اقلیت عرب ایران اعلام کرده‌است.
با این وجود، یعقوب حر تستری، سخنگوی شاخه دیگر مقاومت ملی اهواز، در مصاحبه با تلویزیون ایران اینترنشنال اظهار داشت که مقاومت ملی اهواز مسئولیت حمله به رژه اهواز را بر عهده می‌گیرد.
گروه جنبش مبارزه عربی برای آزادی اهواز (جنبش نضال یا گروه الاحوازیه) گروهی جدایی‌خواه هستند که خواهان جدایی منطقه‌ای که این گروه الاحواز می‌نامد از ایران است. طبق نقشه‌های منتشر شده از سوی این گروه، این منطقه مورد ادعا شامل جنوب استان ایلام، استان خوزستان، استان بوشهر، غرب استان هرمزگان، بخشی از جنوب استان فارس و بخشی از استان‌های چهارمحال و بختیاری و کهکیلویه و بویراحمد است.

لوگوی جنبش مبارزه عربی برای آزادی اهواز (نضال) و نقشه مورد ادعای آن که شامل استان‌های خوزستان و بوشهر و بخشی از استان‌های هرمزگان، فارس، چهارمحال و بختیاری و کهگیلویه و بویر احمد می‌شود

## ربوده شدن
حبیب چعب در ۹ اکتبر ۲۰۲۰ در فرودگاه جدید استانبول ربوده شد. در ۹ آبان ۱۳۹۹ شبکه العربیه به عنوان نخستین رسانه گفت جنبش مبارزه عربی برای آزادی اهواز اعلام کرده که جمهوری اسلامی حبیب فرج‌الله چعب معروف به حبیب اُسیود رهبر پیشین این گروه را در ترکیه ربوده و جمهوری اسلامی را متهم کرد که با همکاری یک کشور ثالث، حبیب اسیود را به ترکیه کشانده و از آنجا ربوده‌است. شبکه العربیه نوشت: برخی از منابع، این کشور ثالث را قطر معرفی کرده‌اند و برخی نیز گفته‌اند که دولت ترکیه، اسیود را در برابر دو رهبر حزب کارگران کردستان ترکیه (پ‌ک‌ک) به تهران تحویل داده‌است اما هیچ منبع مستقلی این اطلاعات را تاکنون تأیید نکرده‌است.
در ۱۱ آبان ۱۳۹۹ مجتبی ذوالنوری رئیس کمیسیون امنیت ملی مجلس گفت نیروهای امنیتی و اطلاعاتی در حال بازجویی از حبیب اسیود، رهبر پیشین حرکت النضال هستند و گفت که او توسط شاخه‌های امنیتی و اطلاعاتی ایران در خارج از کشور بازداشت و به ایران منتقل شده‌است.
در ۲۲ آبان ۱۳۹۹ وزارت اطلاعات جمهوری اسلامی، اطلاعیه‌ای با خبر دستگیری او منتشر کرد اما در اطلاعیه خود توضیح نداد که حبیب اسیود چگونه و در چه کشوری دستگیر شده‌است.
صدا و سیما شامگاه ۲۱ آبان ۱۳۹۹ ویدئوی کوتاهی از اعترافات اسیود منتشر کرد که در آن او می‌گوید سه نفر از اعضای این گروه در حمله مسلحانه روز ۳۱ شهریور ۱۳۹۷ به رژه نیروهای مسلح در اهواز نقش داشته و دولت عربستان سعودی از این گروه پشتیبانی می‌کند.

### همکاری ترکیه با ایران
هدی هواشمی، همسر حبیب اسیود گفته وزارت امور خارجه سوئد اطمینان دارد مأموران اطلاعاتی ایران با همکاری ترکیه و از طریق مرز استان آذربایجان غربی او را به ایران برده‌اند. به گفته او حبیب اسیود به نوعی مورد تهدید قرار گرفته و مجبور شده به ترکیه برود.

### همکاری وزارت اطلاعات با شبکه قاچاق مواد مخدر
در ۲۳ آذر ۱۳۹۹ روزنامه واشینگتن پست در گزارشی به گفته یک مقام ترکیه‌ای نوشت وزارت اطلاعات جمهوری اسلامی حبیب اسیود را به ترکیه کشاند و پس از ربودنش توسط یک شبکه قاچاق مواد مخدر، او را به ایران منتقل کرد.
بر پایه این گزارش، وزارت اطلاعات جمهوری اسلامی توسط یک زن به نام «صابرین سعیدی»، حبیب اسیود را از سوئد به ترکیه کشاند و پس از خوراندن دارو به او، با کمک یک گروه مشهور قاچاقچی مواد مخدر تحت امر وزارت اطلاعات ایران با دست‌وپای بسته و داخل یک خودرو به استان وان در نزدیکی مرزهای ایران رساند و از آن‌جا او را به داخل کشور انتقال داد. در ادامه واشینگتن پست نوشت که اسیود ۱۸ مهر ۱۳۹۹ برای دیدار با یک زن به نام «صابرین» از سوئد به استانبول آمد و یک روز پیش از آن نیز صابرین با گذرنامه ایرانی به ترکیه سفر کرده بود و ظاهراً هم‌اکنون به ایران بازگشته است.
مقام امنیتی ترکیه به روزنامه واشینگتن پست گفت مأموران امنیتی ترکیه پس از انتشار گزارش‌هایی از ربوده شدن این فرد، تحقیقات خود را آغاز کردند و تاکنون ۱۱ نفر در همین رابطه بازداشت شده‌اند. واشینگتن پست همچنین به قتل مسعود مولوی با همدستی یک قاچاقچی مواد مخدر ایرانی در ترکیه با نام ناجی شریفی زیندشتی در سال ۱۳۹۸ اشاره کرد؛ شخصی که گفته می‌شود در عملیات ربوده شدن اسیود نیز دست داشته‌است. به گفته مقام ترکیه‌ای، زیندشتی متواری است و ترکیه بر این باور است که او هم‌اکنون در ایران است.

#### ناجی شریفی زیندشتی
زیندشتی که گفته می‌شود برای ایران نیز خبرچینی می‌کرده، نزدیک به ۱۰ سال پیش به اتهام قاچاق هروئین در ترکیه بازداشت و زندانی شده بود. دختر وی نیز سال ۲۰۱۴ در پی یک تیراندازی که احتمال می‌رود از طرف باند قاچاق رقیب زیندشتی سازماندهی شده بود کشته شد. زیندشتی در سال ۲۰۱۸ نیز به اتهام قتل در ترکیه بازداشت شد اما شش ماه بعد دولت ترکیه با اقدامی که جنجالی توصیف شد، وی را آزاد کرد. بر پایه گزارش واشینگتن پست، گفته می‌شود بوهران کوزو، معاون رئیس‌جمهوری ترکیه که از ویروس کرونا جان باخت، در پرونده آزادسازی وی دخالت کرده بود. زیندشتی در جوانی در ایران نیز به اتهام قاچاق مواد مخدر زندانی شده بود و در ۲۰ سالگی با فرار از زندان اوین، به خارج از کشور گریخت. واشینگتن پست می‌نویسد معلوم نیست او از چه زمانی با حکومت ایران همکاری می‌کند.
بختیار فرات، از اقوام زیندشتی در آبان \۱۳۹۹ هنگامی که قصد سفر به ایران را داشت بازداشت شد. او به مقامات ترکیه گفت زیندشتی پیش از ربوده شدن اسیود چندین دیدار با مقامات جمهوری اسلامی داشته‌است.
دربارهٔ م. صابرین، فوآد الکعبی از دوستان اسیود به واشینگتن پست گفت که او این زن را با نام دیگری می‌شناخته که چهار سال پیش به صورت مرموز با اسیود ازدواج کرده بود. وی گفت: «اسیود به شدت مقروض بود و این خانم قبلاً ۱۰۰ هزار یورو به وی قرض داده بود. پیش از ربوده شدن اسیود نیز این خانم قرار بود که دوباره به وی پول قرض دهد اما طرح اولیه این بود که دیدارشان در قطر باشد». او گفت معلوم نیست چگونه اسیود قانع شد که این دیدار در ترکیه انجام شود.

### دستگیری ۱۱ نفر
در ۲۴ آذر ۱۳۹۹ تلویزیون تی‌آرتی ترکیه خبر داد که سازمان اطلاعات و امنیت ملی (میت) اعضای یک شبکه ۱۱ نفره مرتبط با دستگاه‌های اطلاعاتی ایران که توسط یک قاچاقچی مواد مخدر مدیریت می‌شد و اقدام به «ربودن یا کشتن مخالفان حکومت ایران می‌کرد» را بازداشت کرده‌است.
به گزارش تلویزیون تی‌آرتی ترکیه، این شبکه ۱۱ نفره در آخرین اقدام خود، حبیب اسیود را به ترکیه کشاند و پس از ربودنش او را به ایران منتقل کرد. عملیات کشاندن اسیود به ترکیه و ربودن او با کمک همسر پیشین او به نام «م. صابرین» صورت گرفته‌است. صابرین با وعده راه‌اندازی صادرات چوب از سوئد و آغاز فعالیت‌های تجاری مشترک، موفق به کشاندن حبیب اسیود به ترکیه شده‌است.
بر پایه گزارش تلویزیون تی‌آرتی ترکیه، شبکه بازداشت شده که در ربودن اسیود نقش داشته‌اند تحت نظر «ناجی شریفی زیندشتی» فعالیت می‌کند و این قاچاقچی مشهور با دستگاه‌های اطلاعاتی ایران در ارتباط بوده‌است.

### انتشار تصاویر دوربین‌های مدار بسته
در ۲۷ آذر ۱۳۹۹ شبکه اسکای نیوز تصاویر دوربین‌های مداربسته از  (۹ اکتبر) سپس در یک پمپ بنزین به کمک چند مرد او را بیهوش می‌کند و به خانه‌ای در شرق ترکیه در نزدیکی مرز مشترک با ایران می‌آورد. روز بعد یک خودروی سفیدرنگ از همان خانه به سمت مرز ایران حرکت می‌کند و دو روز بعد اعتراف (به عقیده بسیاری اجباری) از صدا و سیما جمهوری اسلامی منتشر می‌شود.
در تصاویر دوربین‌های مدار بستهٔ فرودگاه استانبول، صابرین سعیدی با حجاب و ماسک بر صورت دیده می‌شود که پیش از دیدار با حبیب اسیود با چند مرد دیگر صحبت می‌کند. آن دو مرد در یک فروشگاه ابزار فروشی دیده می‌شوند و دارند طناب می‌خرند. به گفته اسکای نیوز چند نفر دیگر در مرز ایران همکاری کردند و کارآگاهان و مأموران اطلاعاتی ترکیه با استفاده از تصاویر دوربین‌های مدار بسته چند نفر را دستگیر کردند.
به نوشتهٔ العربیه صابرین سعیدی از یک خانوادهٔ عرب اهوازی می‌آید که پیش‌تر بعضی اعضایش با اتهام‌های سیاسی توسط حکومت ایران اعدام شده‌اند. او از سال ۲۰۱۷ که به بریتانیا رفت با برخی فعالان اهوازی ارتباط برقرار کرد.

## محاکمه و اعدام
دستگاه‌های امنیتی و قضائی جمهوری اسلامی او را به «افساد فی‌الارض» و به دست داشتن در «حمله به رژه نظامی در اهواز» متهم کردند. محاکمه حبیب اسیود در هشت جلسه شامل «پنج جلسه در سال ۱۴۰۰ و سه جلسه آن در سال ۱۴۰۱» . اولین جلسه دادگاه رسیدگی به پرونده حبیب اسیود، صبح سه‌شنبه، ۲۸ دی ۱۴۰۰ در شعبه ۲۶ دادگاه انقلاب اسلامی به ریاست قاضی افشاری برگزار شد.
خبرگزاری میزان در ۲۱ اسفند ۱۴۰۱، با اشاره به گزارش روابط عمومی دیوان عالی کشور، نوشت پس از دستگیری، تکمیل تحقیقات و صدور کیفرخواست، جلسات دادگاه برگزار و فرج‌الله چعب به اعدام محکوم شد. پس از فرجام‌خواهی وکلای وی، پرونده در دیوان عالی کشور مورد بررسی قرار گرفت و حکم اعدام چعب مورد تأیید، نهایی و قطعی اعلام شد. حکم اعدام او بامداد روز شنبه ۱۶ اردیبهشت ۱۴۰۲ اجرا شد.